# 中折式

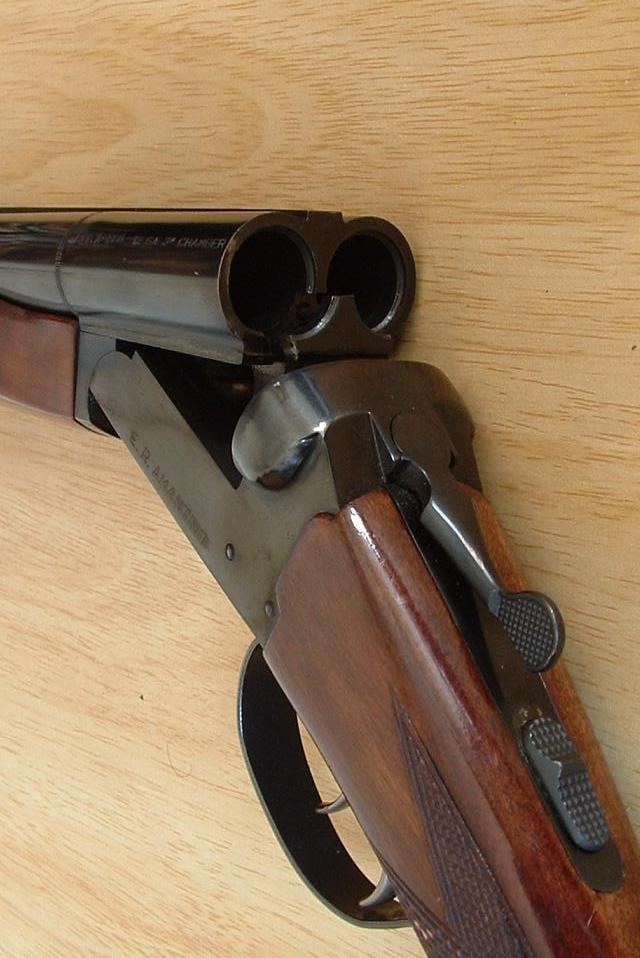
典型的な水平二連式散弾銃における中折方式の動作。薬室開放にともない、エキストラクターが目視できる。薬室開閉レバーおよび安全装置（セーフティ）も明瞭に判別できる。写真の銃は引金が1本で内装式の撃鉄のため、単引・無鶏頭と分類される。この銃はストイガー社製のコーチ・ガン。

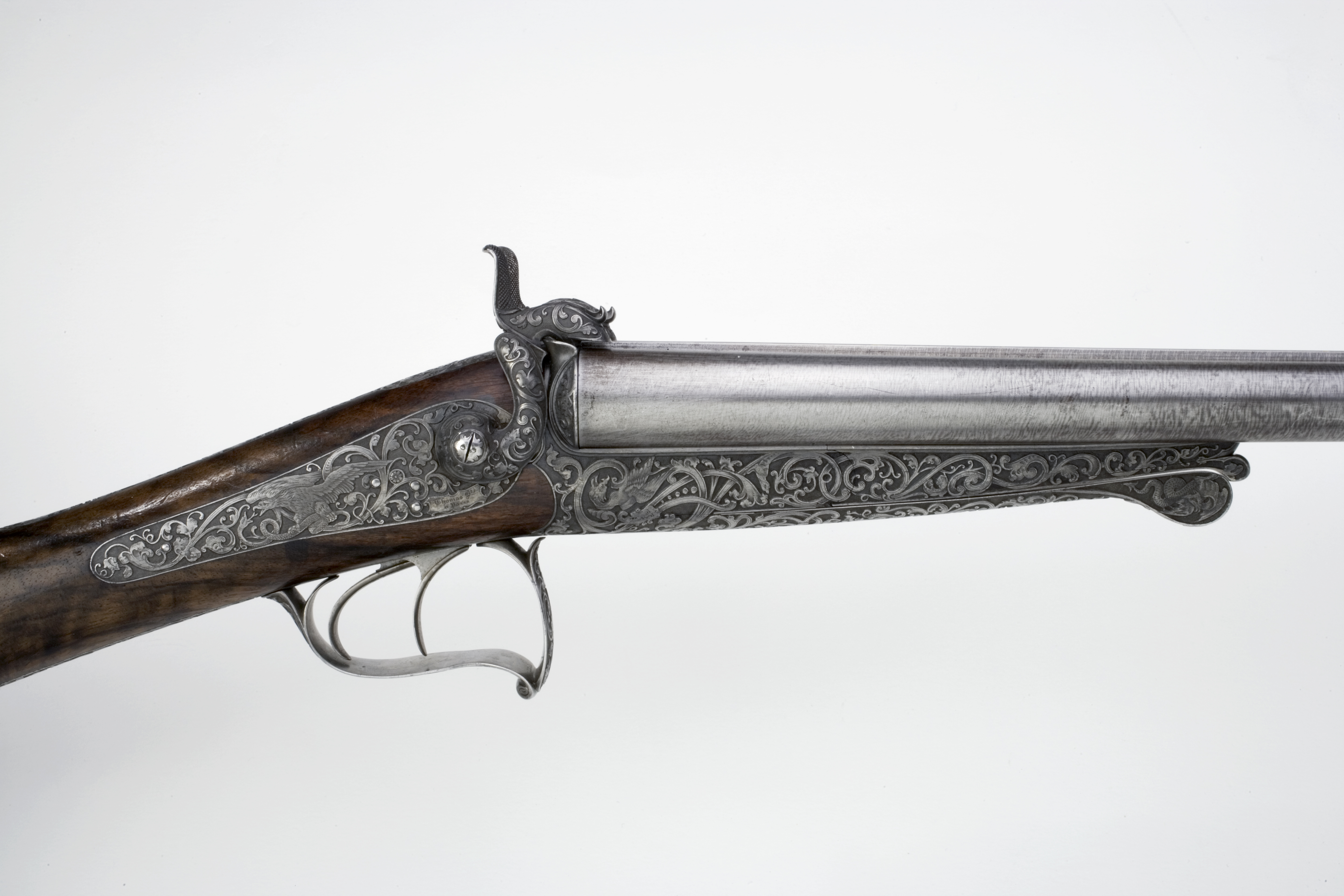
1860年代に製造された水平二連銃。撃鉄が外部に露出し、左右の銃身を撃ち分けるために引金を2本持つ構造。両引・有鶏頭と分類される。

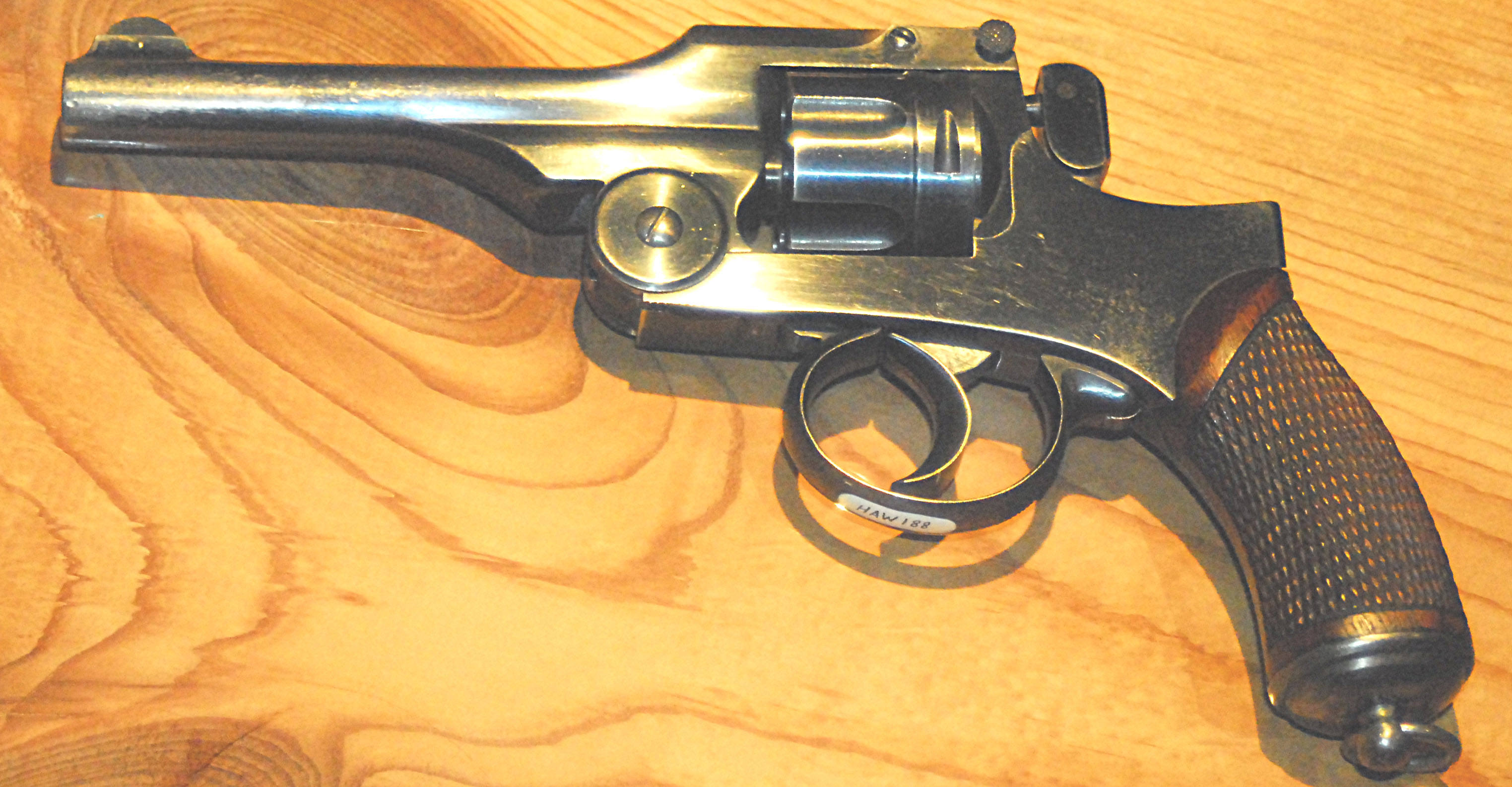
中折式回転拳銃の一例、二十六年式拳銃

中折式（なかおれしき、ブレイクアクション、英: break-action）とは、銃身にヒンジを有する銃を示す方式であり、尾栓（ブリーチ）を銃腔の中心軸に対して垂直に回転させることで弾薬の装填および排莢を行うものである。銃によってはこの動作とは別に撃鉄を起こす操作（コッキング）が次弾発射前に必要となる場合がある。中折式は二連散弾銃、二連小銃、複合銃において普遍的な方式であり、さらには単発の小銃・拳銃・散弾銃や、信号拳銃、グレネードランチャー、空気銃のほか、いくつかの旧式の回転式拳銃の設計にも見られる。日本語では元折式（もとおれしき）と称する場合もあり、英語ではブレイクオープン、ブレイクバレル、ブレイクトップ、または古い回転式拳銃ではトップブレイクアクションとも呼ばれる。

## 概要

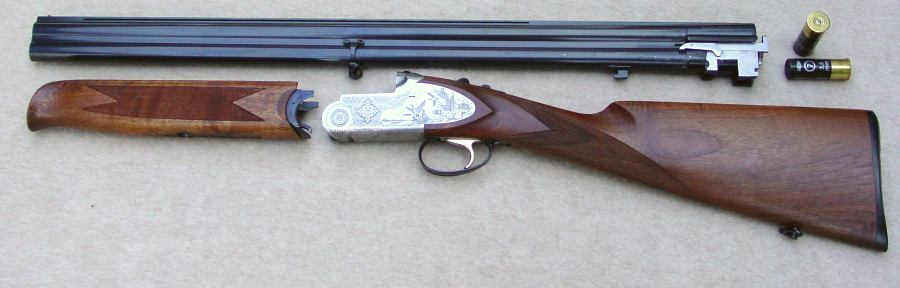
典型的な上下二連式散弾銃における中折方式のフィールドストリップ。銃身、先台（ハンドガード）、機関部の3点に分解可能なことが一般的であり、先台を付けていない状態では撃鉄のコッキングが行えないため、日本では先台を銃身・機関部と別保管することが防犯上推奨されている。

この型式の小銃や散弾銃は、本質的にはヒンジピンにより2つの部位が連結されている。一つは銃床と撃発機構が内蔵された機関部（レシーバー）、もう一つは銃身であり、多くの場合弾薬は銃身側に穿たれた薬室に保持される。設計によっては銃をコンパクトかつ安全に格納するためにヒンジピン自体が容易に脱着可能な場合があり、別の設計ではヒンジがピンとフックにより構成されていて、補助ラッチを開放することで、フックをピンから分離できる場合がある。こうした構造により、全長の長い銃で中折式を採用するものは、多くの場合銃身と機関部を分離して携行できるテイクダウン方式の体裁が採られることになる。なお、拳銃などの全長が短い銃や一部の散弾銃では、テイクダウン方式を採らない代わりにヒンジピンを支点に完全に折り畳むことで携行を容易とする方式が採られる場合もある。

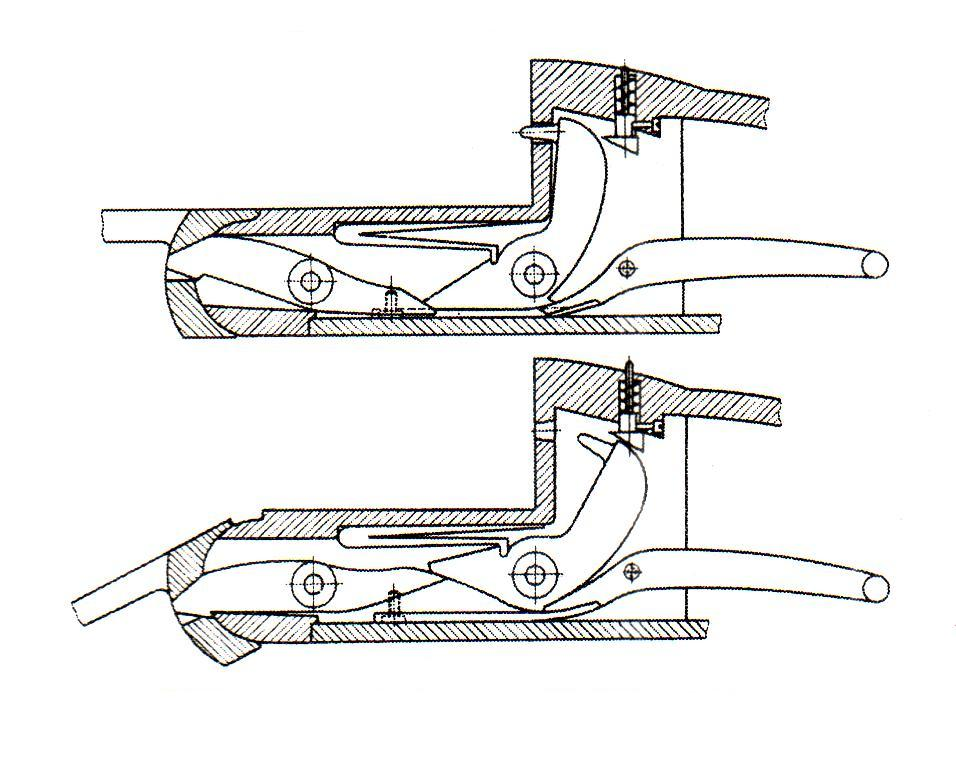
典型的な中折方式の撃鉄機構。銃身を折った際に撃鉄がコッキングされる。

開閉レバーなどの主となるラッチは、尾栓を開く（薬室を開放する）時や銃を二つに分解する際に解除される。実包は尾栓を開いた状態で（二連散弾銃の場合は2発、回転式拳銃の場合は6発から8発）挿入され、その後に再び尾栓を閉鎖して開閉レバーを閉じることでラッチが掛けられる。銃器使用者がオープンハンマーを親指で起こすか、薬室開放の際に機関部が自動でインナーハンマーを起こすことにより、下がっている撃鉄を引き起こして逆鈎（シアー）に固定されることで、銃器は引金（引鉄、トリガー）を引いて発射する準備が整う。
いくつかの実包を発射した後、ラッチを解除すると銃身と先台（フォアアーム）は前方下部に垂れ下がる。その際にエキストラクター(抽筒子)は空薬莢を薬室外へ排出し、地面に廃棄する。そして銃は新しい発射サイクルを行う準備が整うのである。なお、散弾銃では設計により薬室開放と同時に抽筒子がバネの力で薬室外に勢いよく空薬莢を蹴り出す場合と、単に空薬莢のリム（起縁）を持ち上げて銃器使用者が手で直接排莢する操作を補助するのみの場合がある。前者のような構造はエジェクター（蹴子）、後者はエキストラクター（抽筒子）と呼ばれて区別され、一般には後者の方がより高級な機構として認知されているが、銃器使用者によっては農地内での狩猟などで空薬莢を外部環境に撒き散らすことを忌避したり、真鍮薬莢などハンドロードで再使用することが前提の薬莢の紛失を予防するなどの目的で、前者の構造を好んで使用する例もしばしば見受けられる。

## 長所

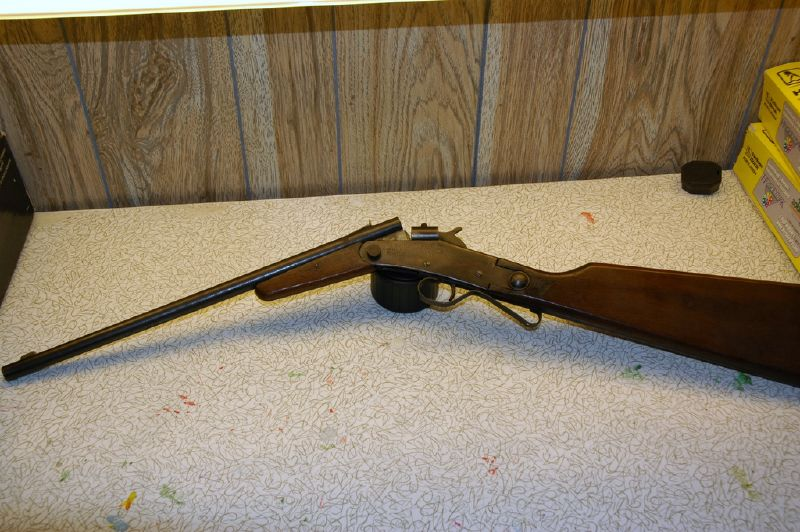
中折式単身銃の一例、ハミルトン・モデル27。

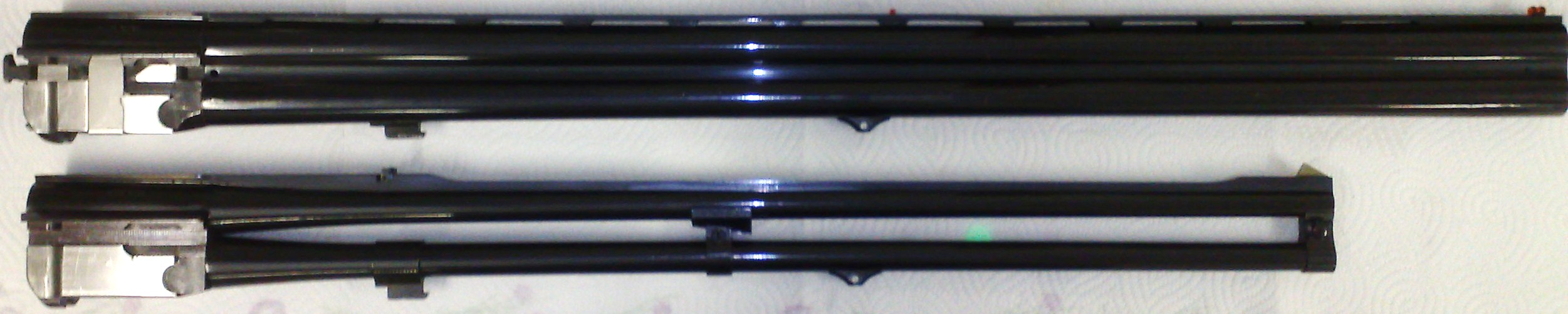
バルメット・モデル412上下二連銃の替え銃身。同一の機関部で28ゲージの散弾銃と.308ウィンチェスターの小銃を兼ねる構成となっている。

中折式は最も頑丈かつ最も小型な火器の作動構造の一つである。中折式は往復運動する部位が無いので連発銃よりも機構が遥かに短く、フォーリングブロック・アクションやローリングブロック・アクション等の他の単発銃の作動構造と比較してもコンパクトである。この機構の緊密さは、より大きな作動構造と比較して重量と大きさを縮小できることを意味しており、同じ全長の火器と比較してより長い銃身を有することも可能となる。
中折式は薬莢の蹴子または抽筒子が銃身側に装備されるため、尾栓の正面（包底面）は単なる平面で、撃針が通る穴が開けられているのみである。これは口径を変換する前提で銃身を交換する用途には理想的な構造で、トンプソン/センター・アームズ社のコンテンダー及びアンコール・ピストルで中折式の利点を生かした交換銃身システムが採用されている。
有鶏頭(オープンハンマー)形式の場合は、自動コッキング機能や自動排莢機構などを廃する事で部品点数を少なくして安価に製造する事が可能となる。その為、H&Rファイアーアームズ社の場合、ボルトアクション小銃よりも遥かに安価な価格で中折式小銃が生産されている。散弾銃では有鶏頭の中折単身銃は構造上の信頼性が高く、コッキングの目視確認が容易な上に操作も簡便であるとして入門者向けの銃としても広く用いられた。
無鶏頭(インナーハンマー)形式は中折時の自動コッキング機能の実装が前提となる為、撃鉄の目視確認が出来ず、構造が複雑で薬室解放を行わなければ再コッキングが行えない故に不発時の対処が限定されるものの、先台を外すとコッキングが行えなくなり撃発機構が機能不全に陥る為、先台を銃本体と別保管する事で防犯対策がより容易に行える利点があり、今日の上下二連や水平二連では支配的な形式となっている。
多くの火器は右利き射手のために設計されているが、中折式はどちらの肩で構えても同じように操作できる。また、開閉レバー周りの部品を左右反転させて生産する必要最低限の仕様変更だけでも、容易に左利き射手専用の火器を生産できる利点がある。
中折式のもう一つの利点は、非常に全長の長い実包を薬室内に装填可能な点である。中折式は口径変換器が容易に利用可能であると同時に、他の作動形式ではおよそ不可能な程非現実的な長さの薬莢が使用できる。多くの二連式散弾銃では口径変換器を用いることでより小さなゲージ（番径）の実包、例えば12番径の場合は20番、28番及び410番の実包が装填できるようになる。
日本では2014年現在、銃砲刀剣類所持等取締法により猟銃の最大装填数はガス圧作動方式、反動利用方式、イナーシャ・オペレーション方式の半自動散弾銃やポンプアクション式連発散弾銃でも3発までとされており、二連式散弾銃は装填数の面では前者の連発銃よりも不利である。しかし、中折式の操作に熟練した射手の場合、「3連射は連発銃の方が速いが、4発目の発射は二連銃の方が速い」連射速度を実現できる場合がある。散弾銃においては起縁式(リムド)の薬莢しか存在しない関係で、無起縁式（リムレス）薬莢に向いている着脱式箱弾倉（ボックスマガジン）が採用しがたく、多くの場合銃身と平行に固定式管状弾倉（チューブマガジン）が装備されるに留まり、中折式の再装填に比較して連発銃の再装填は操作が複雑で時間が掛かるためである。なお、中折式回転拳銃でも月型または半月型の挿弾子（ムーン／ハーフムーン・クリップ）やスピードローダーを併用することで、箱弾倉を採用する半自動拳銃に匹敵する再装填速度を実現することが可能である。

## 短所

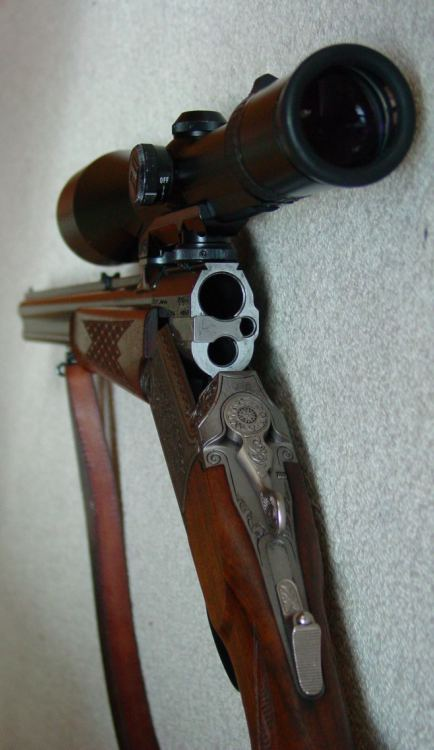
中折式で2本以上の銃身を持つ複合銃の一例、ブレイザー・BD98

中折式は単発銃に最適な構造であり、複数の実包を装填するためには複数の銃身を持つか、回転式シリンダーを有する必要がある。散弾銃では二連式散弾銃が非常に一般的な存在であり、端的な例としてはチアッパ社のチアッパ・トリプルクラウンの様な三連式や、ファーマス社のファーマス・ロンボーの様な四連式の構造のものも存在する。しかし、複数の銃身を持つことはそれだけ火器の重量の面では不利になるため、機関部が簡素で軽量な中折式の長所を損なってしまう恐れがあり、回転式シリンダーも一部を除きシリンダーと銃身の間に一定以上の隙間（シリンダーギャップ）が存在する事が避けられないため、発射ガスがそこから放射状に飛散してエネルギーのロスが生じて命中精度が低下し、発砲音も高くなる欠点が生じる。また、二連式小銃は左右の銃身から発射された弾丸を同じ目標に命中させるために非常に正確な銃身の位置調整が必要となる。結果として、二連式散弾銃と比較して高度な製造技術や精度管理が必要となり、製造時の歩留まりも悪くなりがちなために現代の二連式小銃は非常に高価であり、長距離の目標になればなるほど同一点に弾着させる事が原理的に難しくなるゆえに、ライフルの特性としては一見相反するように見える短距離での使用を前提に設計せざるを得なくなる。しかし、撃鉄ばねの折損などを除いては作動構造の致命的な動作不良が極めて発生しにくい（≒2発を確実に発射できる）中折式の信頼性の高さを生かし、大物猟の中でも特に危険度の高いライオン、アフリカゾウ、バッファロー、ヒョウ、サイ（この5種を総称してビッグファイブ・ゲームと呼ぶ）を獲物とする狩猟の際には、大口径のダブルアクション型回転式拳銃をサイドアームとするセットで二連式小銃が選択されることが多い。こうした二連式小銃の銃身は、概ね100ヤード（91メートル）以下の距離から危険な獲物を狙撃する用途で、40口径以上の大口径弾頭や、多量の装薬が可能なマグナム薬莢を組み合わせた、ストッピングパワーが極めて大きい実包を採用しつつ、前述の射距離以内で左右銃身が同一弾着となるようにして設計される。

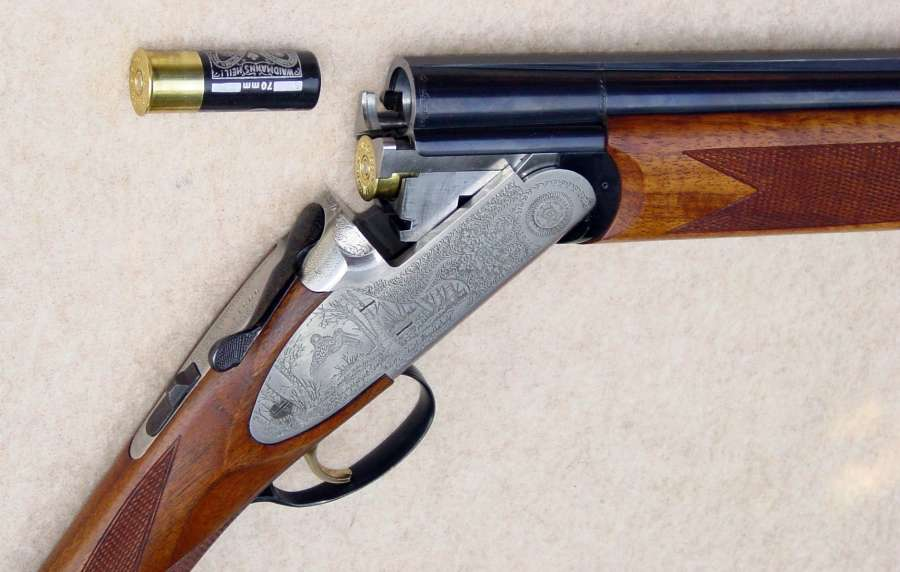
上下二連銃のロッキングラグの一例。銃身下部の突起に横方向からロッキングラグが噛み合わされる構造で、ウインチェスターや日本の晃電社(ニッコー)がこれとほぼ同様の構造である。

中折式は、機構上ラッチの小さな接触面に応力が集中するため、この部分が摩耗しやすい。加えて、ラッチの摩耗により尾栓の密閉性を保つのが難しくなってくる。トンプソン/センター・アームズ製の銃のように、ラッチが着脱できるために摩耗した際に交換が可能なものもある。構造上ラッチの交換が不可能な場合には、摩耗したラッチの部材に溶接機で肉盛り修正を施した後に、元と同一の形状になるまで摺り合わせ加工を行う。

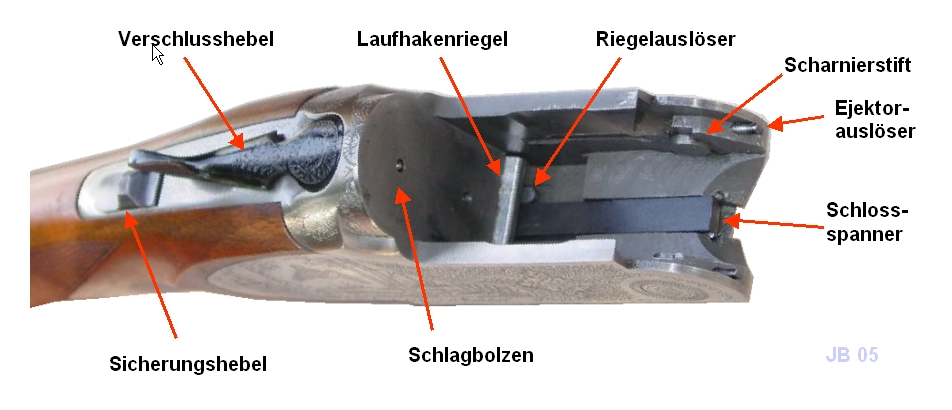
上記写真の上下二連銃の機関部側の構造。開閉レバーと連動して機関部底部からロッキングラグが飛び出し、銃身側の突起と噛み合う。ヒンジはウインチェスターやニッコーと異なり、一本のピンではなく、機関部左右の突起に銃身側の溝を引っ掛ける構造となっている。このようなヒンジは、部品点数は少なくなるが、耐久性には劣るとされる。

中折式は他の作動形式と比較して構造が単純であるために、経年劣化による破損や作動不良はしにくいものの、本質的な強度が高いわけではない。中折式は単身銃であっても二連銃であっても、通常は単一のロッキングラグによって尾栓の閉鎖が保持される。この単一のロッキングラグに発射圧力の全てが集中するために、比較的低圧な発射圧力にしか堪えることができない。散弾銃の場合は発射圧力が比較的低いため、この短所は通常あまり問題にはならない。

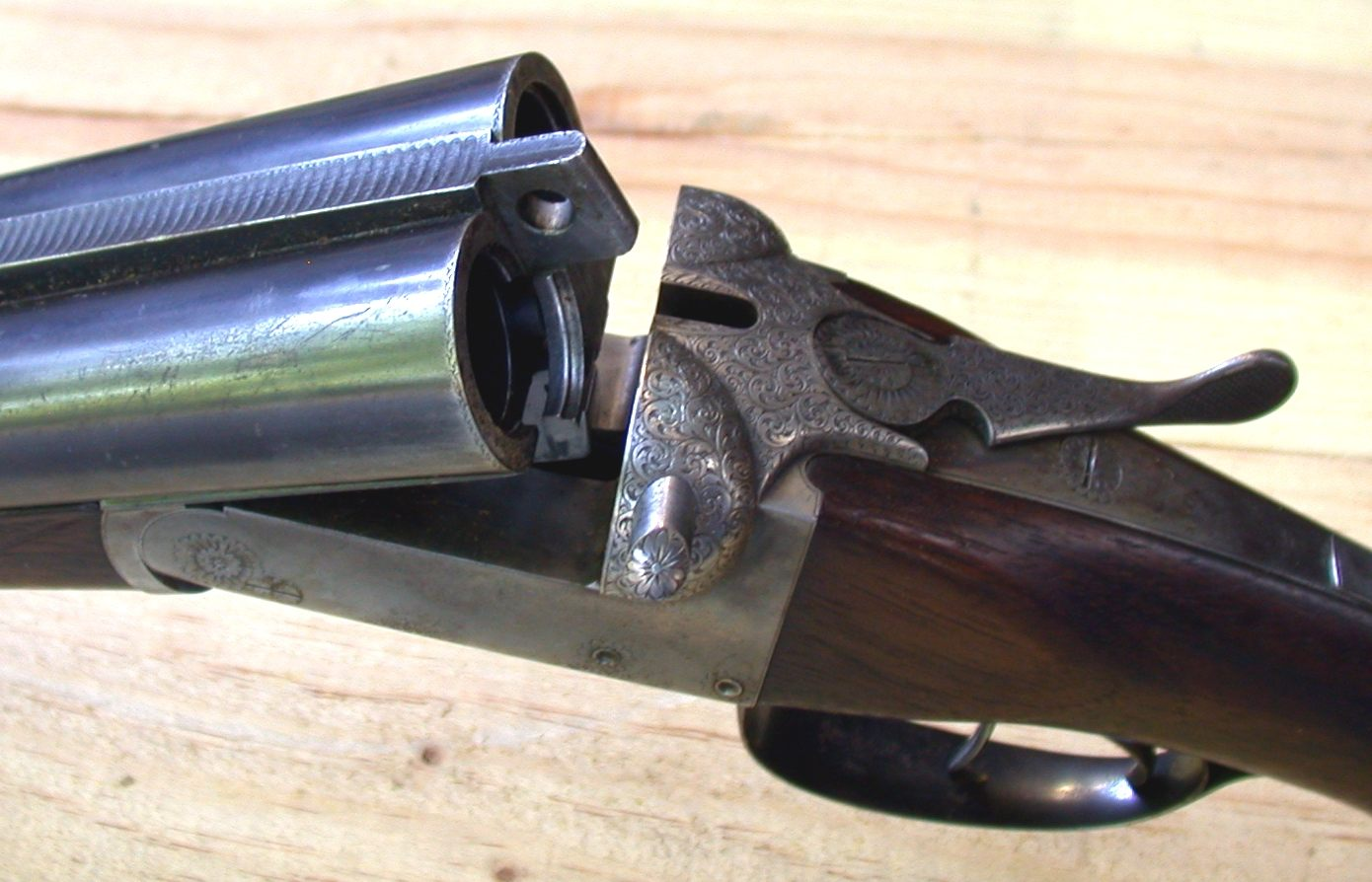
クロスボルトを持つ水平二連銃の一例。ドイツのメルケルや、日本の新SKB工業などがこのような構造を持つメーカーとして著名である。

しかし、いくつかのセンターファイアのライフル実包においては、単一のロッキングラグでは大きすぎるかもしれない発射圧力を生成する場合がある。トンプソン／センター・コンテンダーでは使用実包が.30-30 ウインチェスター弾級までに限定されており、より強力な実包を使用するトンプソン/センター・アンコールでは、より巨大なロッキングラグが装備される。ボルトアクションを例に取ると、同形式の散弾銃では単一のロッキングラグを使用する場合でも、小銃では遥かに高い固有強度を与え、発射圧力をより均等に分布させるために、ボルト周囲には複数のロッキングラグが配置される。ボルトアクションよりも一般的に安価なH&R製等の中折式小銃では、より強力な圧力に耐えるために、元々の散弾銃よりも機構全体が非常に重く設計され、高い発射圧力に堪えうる大きな機関部が組み合わされる。特に、.300 ウインチェスター・マグナム弾を用いるような、非常に高価な中折式ダブルライフルの場合には、一般的に最高の品質と強度が求められる。

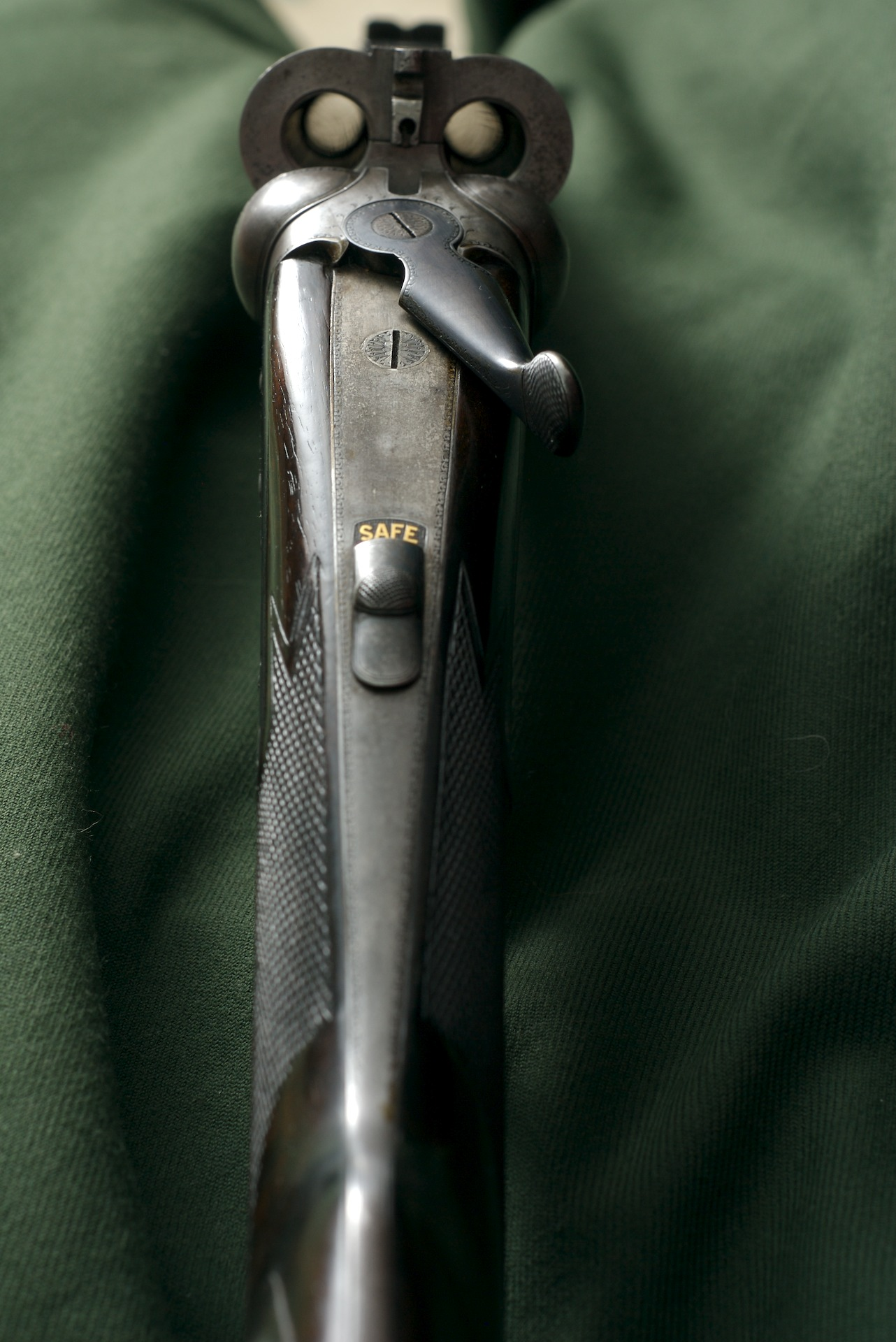
水平二連式ダブルライフルの一例(ホーランド&ホーランド製。クロスボルトの装備と極めて分厚い銃身が特徴であるが、その分中折式の利点の一つである軽量さは犠牲となっている。

こうしたダブルライフルや、一部の高級な二連散弾銃で用いられるのが、W.W グリーナーが開発した機関部の上部に横向きの閂（かんぬき、横栓）を設けて銃身の上部を固定するクロスボルト構造である。通常の中折式はヒンジピンが設けられる機関部の下部に銃身との嵌め合い部（ダボ）を設け、ここに差し込まれる銃身側の突起に開閉レバーと連動するロッキングラグを噛み合わせることで閉鎖機構を構成しており、廉価な銃ではダボが一つ、高価な銃ではダボを二つ以上とすることで閉鎖の強化を図っているが、実包の発射圧力はヒンジピンを支点に固定がされていない銃身と尾栓の上部側を押し開く方向に力が作用するため、機関部の下部側のみでの固定では、極めて強力な発射圧力の実包の発射においては強度が不足する懸念が生じる。新SKB工業などが採用するクロスボルト構造やベレッタのロッキングピン構造などの機関部の上部側に閂を持つ構造は、発射圧力が最も強く作用する箇所にロッキングラグが追加される形となるため、より強力な発射圧力に堪える事が可能となるのである。こうした構造はアフリカの大物猟で用いられる、大口径マグナム装弾やニトロ・エクスプレスなどの極めて強力な装弾を用いる、エレファント・ガンやエクスプレス・ライフルといったカテゴリーに分類される二連小銃では、ごく標準的な構造となっている。
中折式は起縁(リム)を持つリムド実包の使用が最も適した構造であり、抽筒子は中実構造のものが用いられる。無起縁（リムレス）実包を使用する場合には、凹状のリムに適合するように、装填時にのみ横にスライドするスプリングを内蔵した構造の抽筒子を用いなければならない。安価なモデルでもこのような抽筒子が用いられているが、スプリング内蔵型は中実型ほど強固ではなく、排莢不良を起こす可能性も高くなる。
中折式の二連散弾銃や二連小銃はボックスロック・アクションと呼ばれる機関部構造を採用しているが、この形式はベレッタ DT-10など一部の着脱式機関部の銃を除き、機関部から銃床を外さなければ機関部内部へのアクセスができないことが多いため、撃鉄ばねや撃針が折損した場合、他の形式のようにフィールド・ストリップレベルの整備では部品交換が困難なことが多い。中折式はマスケット銃以来のサイドハンマー構造を下敷きに後装式として発展してきた経緯があるため、初期の中折式二連銃では、マスケット銃などと同様に機関部が銃の左右の鉄板に取り付けられ、容易に銃本体から取り外し可能なサイドロックと呼ばれる形式が主流であったが、この形式は分解整備が容易な反面、機関部全体の強度がそれほど強固ではないため、銃器に用いられる火薬が黒色火薬から無煙火薬に代わり、撃鉄ばねが松葉ばねからコイルばねへと変遷していく過程の中で、より構造的に強固なボックスロックに取って代わられ、現在では一部の高級銃のみにしか用いられない構造となっている。ボックスロックでもエッチングやエングレービングの精緻さや豪奢さでより高級性をアピールしたい高級グレードでは、サイドロックのロックプレートを模した金属板を取り付けたサイドプレートと呼ばれるモデルが用意されているが、サイドロックはロックプレートの外側に機関部のインナーパーツを取り付けるためのピンが複数露出しているのに対して、サイドプレートは外見上はプレートを銃床に固定するための止めネジしか見えないことで判別が行える。

## その他の長物銃の作動形式
- ボルトアクション方式
- レバーアクション方式（英語版）
- ポンプアクション
- フォーリングブロック・アクション
- ローリングブロック・アクション（英語版）
- 半自動式小銃（英語版）
- ストレートプル・アクション（英語版）